# 阮氏芳草
阮氏芳草（1970年6月7日—），生於越南河內，企業家與億萬富豪，越捷航空創辦人及其現任執行長。截至2023年，她是越南第二首富以及該國的女性首富。

## 生平
1988年，阮氏芳草在莫斯科俄羅斯普列漢諾夫經濟大學學習金融與經濟學時開始從商，並由日本、南韓與香港等地，進口貨物至蘇聯境內。她後來從門捷列夫化工大學取得經濟管理博士。
2007年，她在胡志明市創辦越捷航空，是為越南第一間私人航空公司。
2016年，越捷航空首次公開募股，她也逐漸成為越南首位女性億萬富豪。